# Nevědomí
Nevědomí je oblast lidské psychiky, ležící mimo sféru vědomí. Psychologie rozlišuje osobní nevědomí a kolektivní nevědomí. Ve filosofii se mluví o nevědomí v souvislosti s přírodními procesy, které směřují k cílům nebo se projevují účelně, aniž by byla evidence o jejich důvodech a motivech.

## Nevědomí ve filosofii
Descartovské pojetí přírody jako slepého mechanismu, řízeného neuvědomělými instinkty a reflexy, narazilo na filosofický problém účelnosti mnoha přírodních procesů. Hegel opustil půdu této přísné vědeckosti a přisoudil nevědomým procesům a jejich účelnosti vědoucnost. Tato vědoucnost má původ v duchu (logu), který přesahuje empirickou zkušenost. Před Hegelem promýšlel pojem nevědomí jako oblasti vrozených idejí Leibniz v opozici k Lockově pojetí čistě zkušenostního poznání (tabula rasa).

## Nevědomí v umění
Významný vliv měl pojem nevědomí pro rozvoj surrealismu jako uměleckého směru ve 20. století. Nevědomí je považováno za původce imaginace, kreativity a intuice. Experimentálně pracovalo umění s tzv. automatickým psaním.

## Nevědomí v psychologii
O hlubších vrstvách osobnosti věděl již Sókratés, když používal pojem daimonion pro vnitřní hlas. Arthur Schopenhauer rozvinul myšlenku skrytých sil, které se staví do protikladu s duševním povznesením člověka. Později Sigmund Freud zavádí pojem podvědomí, jež má původ v percepci, která je buď podprahová nebo byla vytěsněna z vědomí. Typickými podprahovými zážitky jsou prožitky z dětství, které se v případném terapeutickém procesu berou za neuvědomované příčiny duševních poruch. Carl Gustav Jung významně pojem podvědomí rozšířil na celou oblast, která není člověku dána v jeho vědomí a s níž v případě kolektivního nevědomí nemohl mít jakoukoliv vědomou zkušenost.

## Pojem nevědomí v Jungově analytické psychologii
V jádře nevědomých duševních procesů stojí libido – psychická energie. Jung odmítá považovat nevědomé obsahy výhradně jako fyziologické. Nevědomí patří k subjektu a má psychologickou povahu s tím rozdílem, že stojí za obzorem vědomé duše. V nevědomí, podobně jako ve vědomí, probíhají psychické procesy, jejichž dynamika ovlivňuje celou osobnost. Naše poznání je z tohoto hlediska neúplné, a to do značné hloubky. Nevědomé psychické procesy, které vystupují v protikladu k vědomému já autonomně, nazývá Jung komplexy. Jako soubor představ a tendencí mohou komplexy vystupovat jako druhé já disponující afektivní energií.
Jung zavádí koncept integrace nevědomých obsahů s vědomým já člověka. Tento proces může být opět nevědomý a souvisí s individuací, s životním cyklem zaměřeným na cíl v osobnostní celosti – Bytostném Já (Self, Selbst). Vzhledem ke skutečnosti, že není možné poznat obsahy nevědomí bezprostředně, používá analytická psychologie řadu metod, jak s nevědomými obsahy udělat zkušenost. Vedle výkladu snů je to aktivní imaginace. Existuje také metoda projekce nevědomého obsahu na neživé předměty nebo osoby. Jung také zavedl pro odkrytí nevědomých komplexů tzv. asociační test.
Podle Junga lze nevědomé obsahy pojmově kategorizovat na archetypy – aspekty nevědomí. Jejich projevy nachází v mýtech, náboženství nebo filosofii či literatuře. Projevy korelují s představami duševně nemocných pacientů, ale objevují se i v nepatologické podobě v představách a jednání normálních lidí. Proto Jung zavádí pojem kolektivní nevědomí.

### Kolektivní nevědomí
Empiricky můžeme kolektivní nevědomí považovat za již neuvědomovanou zkušenost dřívějších staletí a tisíciletí, avšak nevědomí nelze redukovat pouze na zkušenost. Duševno je podle Junga zároveň hluboce zakořeněné v „nepsychické přírodě“, a to již na úrovni percepce, energetických účinků fyzikálního světa (např. světla). Atribut prchavosti a nestálosti duševních procesů se spíše váže na vědomí, zatímco nevědomí v tomto kontextu představuje setrvalejší a stabilnější část lidské osobnosti. Tento fakt znamená, že psychika člověka je trvale ovlivňována nevědomím, a to navzdory vědomému psychickému vývoji. V racionalismu moderní společnosti došlo k velikému rozvoji vědomí člověka, čímž se ignorované nevědomé složky psychiky mohou projevovat patologicky. Jung z tohoto hlediska hodnotí vznik zhoubných ideologií 20. století.